# Torres sund

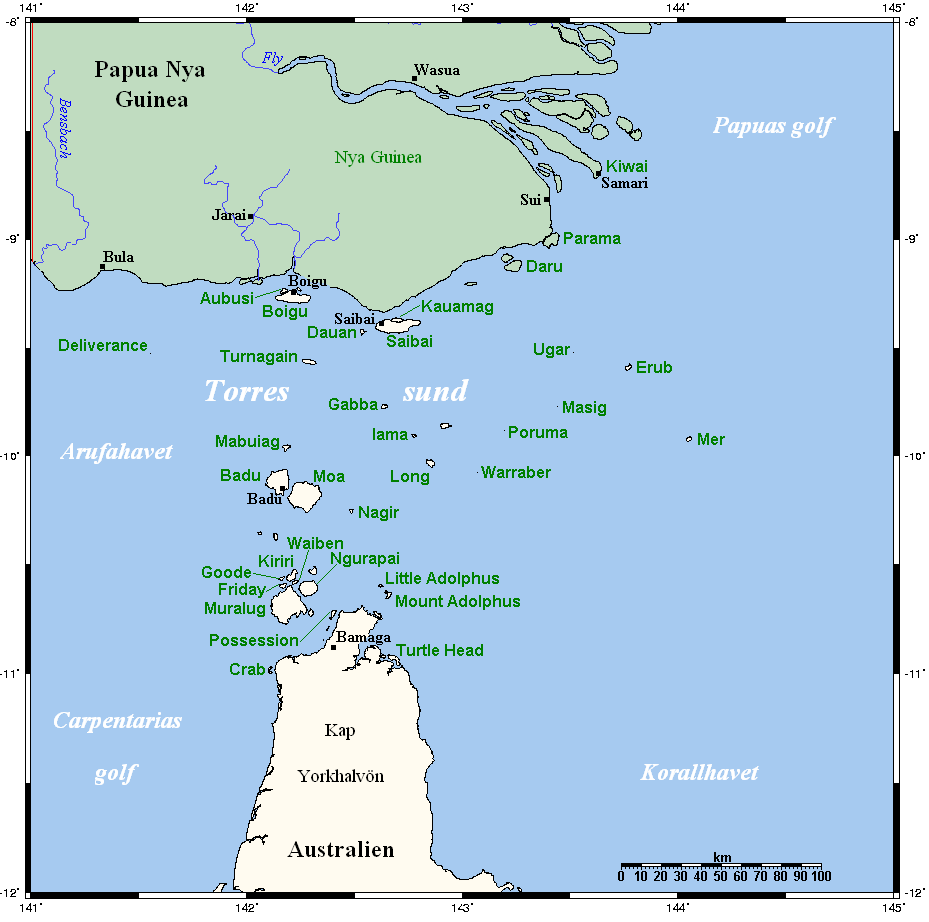
Torressundöarna

Torres sund (engelska: Torres Strait), är ett större sund och en vattenväg som går mellan den nordligaste spetsen av Australiens kontinent, Kap Yorkhalvön och Nya Guineas öar. Det är cirka 15 mil brett vid den trängsta delen. Kap Yorkhalvön är den nordligaste delen av den australiska delstaten, Queensland. Norrut ligger den västra provinsen av den självständiga staten Papua Nya Guinea.
Sundet är uppkallat efter Luis Váez de Torres.